# Ding Yuan
Dīng Yuán (chinesisch 丁原, W.-G. Ting Yuan; † 189), Großjährigkeitsname Jiànyáng (建陽), war ein Provinzgouverneur der späten Han-Dynastie. Im Jahr 189 wurde er gemeinsam mit dem General Dong Zhuo in die Hauptstadt Luoyang berufen, wo es zu Kämpfen zwischen der Eunuchenfraktion und der Familie der Kaiserin He gekommen war.

## Leben
Nach dem Berichts über Helden (英雄記) des Ministers Wang Can entstammte Ding Yuan aus geringen Verhältnissen. Er soll ein guter Reiter und Bogenschütze gewesen sein. Sein erstes Amt als Zivilbeamter in der Bing-Provinz (并州, heutiges Shanxi) übte er mit großer Gewissenhaftigkeit aus und verlor auch in schwierigen Lagen nicht die Ruhe. Wenn er in seiner Provinz gegen Banditen zu Felde zog, kämpfte er stets an vorderster Front. Später lernte er den Offizier Lü Bu kennen, den er anheuerte und zu seinem engsten Vertrauten machte. Später wurde Ding Yuan zum Gouverneur der Bing-Provinz ernannt.
Nach dem Tod des Kaisers Ling im Jahr 189 berief der Oberste General He Jin Ding Yuan mit seinen Truppen in die Hauptstadt Luoyang, um gegen die Eunuchen um die Vorherrschaft zu kämpfen. Aber noch vor Ding Yuans Ankunft ermordeten die Eunuchen He Jin. Ein weiterer General, den He Jin berufen hatte, der berühmte Dong Zhuo, hatte sich aus der Liang-Provinz (涼州, heutiges westliches Gansu) aufgemacht und verfolgte die Eunuchen, die mit dem jungen Kaiser Liu Bian und seinem Bruder Liu Xie aus der Hauptstadt nach Süden flohen. Am Jangtse holte Dong Zhuo sie ein, wo sie sich in die Fluten stürzten und kollektiv Selbstmord begingen. Anschließend zog Dong Zhuo in die Hauptstadt, wo er noch vor Ding Yuan anlangte. Dong Zhuo zog Lü Bu auf seine Seite und überredete ihn, Ding Yuan zu ermorden.

## Adaption
In der Geschichte der Drei Reiche, einem klassischen chinesischen Roman aus dem 14. Jahrhundert, werden die Ereignisse, die zur Bildung der Drei Reiche führten, literarisch überhöht dargestellt. Ding Yuan taucht in Kapitel 3 auf und lehnt sich gegen Dong Zhuos Plan auf, den Kaiser zugunsten seines jüngeren Bruders abzusetzen. Dong Zhuo, der im Roman äußerst grausam und skrupellos dargestellt wird, wagt es dennoch nicht, Ding Yuan zu töten, solange sein Offizier Lü Bu dabei ist.
Dong Zhuos General Li Su, der aus demselben Bezirk stammt wie Lü Bu, versucht, seinen Landsmann mit prächtigen Geschenken auf Dong Zhuos Seite zu ziehen. Der Plan geht auf, und in derselben Nacht schleicht Lü Bu mit einem Schwert in das Zelt Ding Yuans, der gerade bei Kerzenlicht liest. Mit einem Streich schlägt er Ding Yuans Kopf ab, den er seinem neuen Herrn Dong Zhuo darreicht.
| Personendaten    | Personendaten                            |
| ---------------- | ---------------------------------------- |
| NAME             | Ding, Yuan                               |
| ALTERNATIVNAMEN  | Ding, Jianyang                           |
| KURZBESCHREIBUNG | Gouverneur der chinesischen Han-Dynastie |
| GEBURTSDATUM     | 2. Jahrhundert                           |
| STERBEDATUM      | 189                                      |